# Rambla de Prim

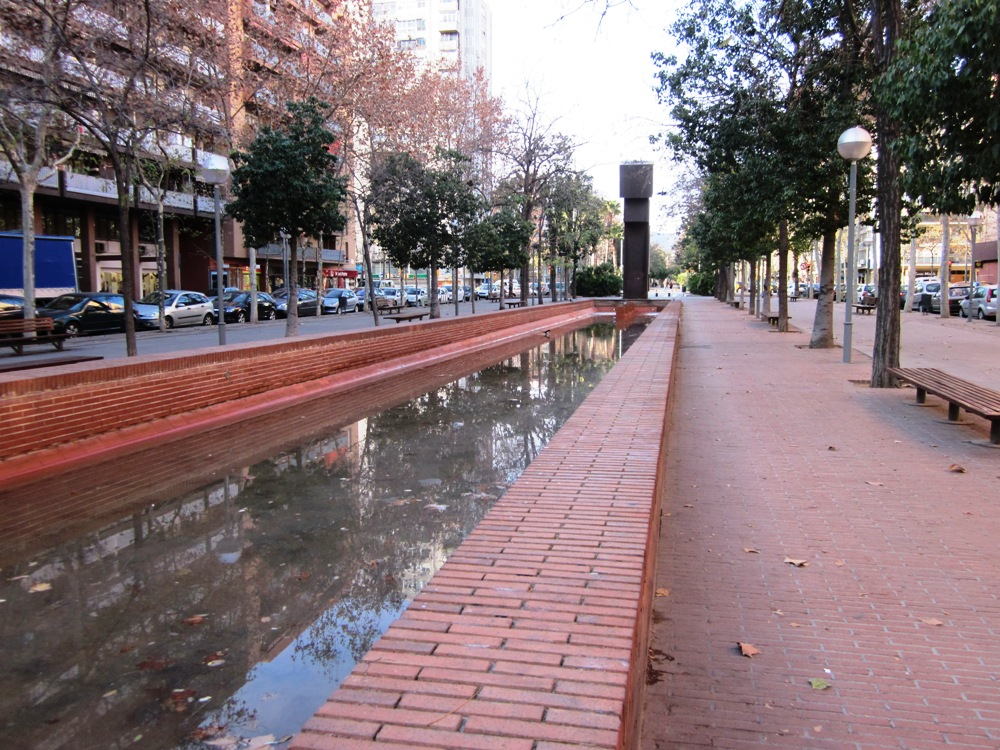
Rambla de Prim.

La rambla de Prim es una rambla de los barrios de La Verneda y la Paz y El Besós y el Maresme de Barcelona (España). La rambla lleva el apellido del militar Juan Prim, Presidente del Consejo de Ministros durante el Sexenio Democrático. En el Plan Cerdá la rambla aparecía con el número 64. Se trata de una rambla de tipo bulevar y la zona que ocupa fue edificada durante el franquismo con edificios de construcción pública para dar cabida a los llegados desde otras regiones de España. Cruza la Gran Vía de las Cortes Catalanas mediante un puente. El nombre actual fue aprobado el 13 de abril de 1989 durante la alcaldía de Pasqual Maragall.